# Klinkheide
Klinkheide ist ein Ortsteil von Kohlscheid, Stadt Herzogenrath, in der Städteregion Aachen in Nordrhein-Westfalen. 

## Lage
Klinkheide grenzt im Süden direkt an Kohlscheid und ist damit zusammengewachsen. Östlich der Ortslage fließt die Wurm an Klinkheide vorbei. Benachbarte Ortsteile (benannt nach Flurnamen) sind Pannesheide im Westen und Pesch im Norden.

## Allgemeines
Ursprünglich war Klinkheide ein ländlich geprägtes Dorf und bestand im Wesentlichen aus den heutigen Straßen Klinkheider Straße, Schulstraße und Bendstraße. Nach dem Zweiten Weltkrieg wurde Klinkheide durch Neubaugebiete erheblich vergrößert und wuchs im Süden schließlich mit Kohlscheid zusammen.
Klinkheide verfügt über eine Gemeinschaftsgrundschule.

## Verkehr
Die AVV-Buslinien 54 und 80 der ASEAG verbinden den Ort mit Herzogenrath, Kohlscheid sowie Aachen. Zusätzlich verkehren in den Nächten vor Samstagen sowie Sonn- und Feiertagen die Nachtexpresslinien N3 und N6 der ASEAG
| Linie | Verlauf |
| ----- | --- |
| 54    | Diepenbenden – Burtscheid Hauptstr. – Normaluhr – Theater – Elisenbrunnen – Aachen Bushof – Eurogress – Soers – Berensberg – Rumpen – Kohlscheid Markt – Klinkheide – Pannesheide – Straß – Herzogenrath Bf – Herzogenrath Schulzentrum / Waldfriedhof / (Ritzerfeld – Merkstein – Industriegebiet Boscheler Berg)                                     |
| 80    | Uniklinik – Campus Melaten – Laurensberg – Richterich – Kohlscheid Weststr. – Klinkheide – Kohlscheid Markt |
| N3    | Nachtexpress: nur in den Nächten vor Samstagen sowie Sonn- und Feiertagen Elisenbrunnen – Aachen Bushof (→ Ludwig Forum → Haaren → Verlautenheide → Würselen → Morsbach → Bardenberg → / ← Eurogress ← Berensberg ← Rumpen ← Kohlscheid Markt ← Klinkheide ← Pannesheide ← Straß ←) Herzogenrath Bf – Ritzerfeld – Merkstein (← Boscheln ← Holthausen) |
| N6    | Nachtexpress: nur in den Nächten vor Samstagen sowie Sonn- und Feiertagen Aachen Bushof → Alter Tivoli → Berensberg → Rumpen → Kohlscheid Weststr. → Klinkheide → Kohlscheid Markt → Bardenberg → Morsbach → Würselen → Haaren → Liebigstr. → Aachen Bushof → Elisenbrunnen                                                                            |

## Vereine
- St. Martinus Bogenschützengesellschaft Klinkheide 1885 e. V.
- KG Dorfspatzen Kohlscheid-Klinkheide 1953 e. V.